# Aranyfarkú aprópapagáj
Az aranyfarkú aprópapagáj (Touit surdus) a madarak osztályának papagájalakúak (Psittaciformes) rendjébe a papagájfélék (Psittacidae) családjába és az araformák (Arinae) alcsaládjába tartozó faj.

## Rendszerezése
A fajt Heinrich Kuhl német természettudós írta le 1820-ban, a Psittacus nembe Psittacus surdus néven. Használták a Touit surda nevet is. Egyes szervezetek még a jákópapagáj-formák (Psittacinae) alcsaládjába sorolják.

## Alfajai
- Touit surdus chryseurus (Swainson, 1823)
- Touit surdus surdus (Kuhl, 1820)[4]

## Előfordulás
Brazília keleti részén honos. Természetes élőhelyei a szubtrópusi vagy trópusi síkvidéki és hegyi esőerdők. Állandó, nem vonuló faj.

## Megjelenése
Átlagos testhossza 16 centiméter.

## Természetvédelmi helyzete
Az elterjedési területe még rendkívül nagy, de a folyamatos erdőirtás miatt gyorsan csökken, egyedszáma 2500-9999 példány közötti és szintén csökken. A Természetvédelmi Világszövetség Vörös listáján sebezhető fajként szerepel.